# Ministère de la Femme, de la Famille et du Développement communautaire
 (février 2023).
Le ministère de la femme, de la famille et du développement communautaire est un ministère malaisien responsable de la politique sociale d'aide aux défavorisées. Il détermine l'éthique et la directive pour des objectifs d'égalité de genre, de développement familial et d'une société juste avec la Convention d'élimination de toute forme de discrimination envers les femmes de l'ONU et de la déclaration de Pékin.

## Histoire
Le ministère de la femme, de la famille et du développement communautaire a été officiellement créé le 17 janvier 2001 sous le nom de ministère des Affaires féminines avec Shahrizat Abdul Jalil comme premier ministre de niveau ministériel à se concentrer uniquement sur le développement des femmes. Le champ d'action du ministère a été élargi pour inclure le développement de la famille et son nom a été changé en ministère des femmes et du développement de la famille le 15 février 2001. 
En 2004, le champ d'action a encore été élargi pour inclure le bien-être et le développement social et le ministère a adopté son nom actuel le 27 mars 2004.

## Arrière-plan
Les ministères et organismes suivants qui sont de la compétence du ministère :
- Département du développement de la femme (Jabatan Pembangunan Wanita)
- Département de la protection sociale (Jabatan Kebajikan Masyarakat)
- Conseil national de la population et du développement familial (Lembaga Penduduk dan Pembangunan Keluarga Negara)
- Institut social de Malaisie (Institut Sosial Malaysia)
- Conseil des secrétaires (Lembaga Kaunselor)

## Organigramme
- Ministre de la femme, de la famille et du développement communautaire
  - Sous-ministre de la Femme, de la famille et du développement communautaire
  - Deuxième vice-ministre de la femme, de la famille et du développement communautaire
    - Secrétaire général
      - Sous l'autorité du Secrétaire général
        - Unité nationale de domaine de résultat clé
        - Cellule Communication Corporate
        - Unité de conseil juridique
        - Secrétariat du Conseil des conseillers
        - Unité d'audit interne
        - Unité d'intégrité

      - Secrétaire général adjoint (opérations)
        - Division de la gestion de l'information
        - Division du développement
        - Division des services de gestion
        - Division des comptes
        - Division de la gestion des ressources humaines
        - Division des finances

      - Secrétaire général adjoint (stratégique)
        - Division des politiques et de la planification stratégique
        - Direction des relations internationales
        - Division de la collaboration stratégique

## Initiatives

### Stratégies
- Veiller à ce que les perspectives sexospécifiques, familiales et communautaires soient intégrées dans la formulation des politiques et des plans ainsi que dans la mise en œuvre des programmes ;
- Instiller des valeurs familiales positives parmi la population en travaillant avec les agences gouvernementales, le secteur privé et les ONG ;
- Examiner les lois et réglementations existantes et suggérer de nouvelles législations capables de mieux protéger les moyens de subsistance et le développement des femmes, de la famille et de la communauté ;
- Entreprendre des recherches et développement sur le genre, la population, la famille et le développement communautaire afin d'introduire des approches novatrices dans la planification et la mise en œuvre des programmes afin de ;
- Développer et renforcer une base de données sociale complète et intégrée aux fins de planification, de suivi et d'évaluation des programmes pour les groupes cibles ;
- Accroître le niveau de compétences et de connaissances ainsi que responsabiliser les groupes cibles pour leur permettre de participer efficacement à l'édification de la nation ;
- Accroître et diversifier les opportunités pour les groupes cibles en vue d'améliorer leur participation effective à l'édification de la nation ;
- Renforcer le réseautage tant au niveau national qu'international pour faciliter le partage d'informations, d'expériences et d'expertises ;
- Établir un mécanisme de suivi et d'évaluation efficace pour améliorer la mise en œuvre des politiques et des programmes ;
- Accroître l'accès aux technologies de l'information et de la communication (TIC) pour les femmes, les familles et la communauté ;
- Consolider et renforcer les systèmes de prestation de services à tous les niveaux grâce à une gestion professionnelle et optimale des ressources humaines, financières et technologiques et ;
- Diffuser des informations sur les installations et les services fournis par divers organismes et organisations au profit des femmes, de la famille et de la communauté.